# Madame Georges Anthony et ses deux fils
Madame Georges Anthony et ses deux fils est un tableau de Pierre-Paul Prud'hon réalisé en 1796. Cette huile sur toile est conservée au musée des Beaux-Arts de Lyon.

## Histoire
Fin 1794, Pierre-Paul Prud'hon quitte Paris en hâte pour échapper à la réaction thermidorienne qui fit suite à la disgrâce de Robespierre, dans le contexte de la Révolution française. Il trouve refuge à Rigny, près de Gray (Bourgogne-Franche-Comté), dans le foyer de la famille Anthony, composé du couple Georges et Louise (née Demandre) et de leurs enfants. Le mari est de bonne famille et exerce la profession de maître de la poste aux chevaux à Arc-les-Gray. Pour les remercier de leur hospitalité, le peintre réalise un portrait de l'épouse avec ses deux enfants (le présent tableau) et un autre de son époux aux côtés d'un cheval (conservé au musée des Beaux-Arts de Dijon), tous deux réalisés en 1796, l'année qui vit la fin de son séjour dans cette famille.
Au moment où Prud'hon réalise ce tableau, l'artiste est dans une période de création préromantique ; de plus, l'enfant fait l'objet d'un nouveau traitement dans les représentations picturales : il n'est plus représenté comme un adulte en miniature, et les spécificités liées à son âge sont désormais prises en compte. Par ailleurs, Louise est enceinte de son troisième fils, Félix, lorsqu'elle pose pour Prud'hon, tandis que le couple va sous peu se séparer : en effet, Georges quittera son épouse pour une écuyère.
Le musée de Lyon fit l'acquisition de ce tableau en 1892. En 2016, lors de la rénovation du musée des Beaux-Arts de Dijon, le tableau présentant l'époux que Prud'hon a réalisé et qui est conservé dans ce musée a été transféré au musée de Lyon et placé à gauche du tableau représentant Mme Anthony.

## Description
Le tableau dépeint une femme, Mme Louise Anthony, debout, tournée vers la gauche, tenant son jeune fils Joseph dans les bras, lequel est debout sur une belle table, tandis que son aîné Frédi, derrière elle, montre malicieusement sa mère, l'index levé. La femme aux longs cheveux, qui regarde en direction du spectateur, est vêtue d'une robe blanche en satin avec des dentelles et une ceinture, et porte un chapeau orné d'un gros nœud de couleur rose. La douceur des figures et des couleurs est propice à évoquer la tendresse qui unit la mère et ses enfants.

## Accueil

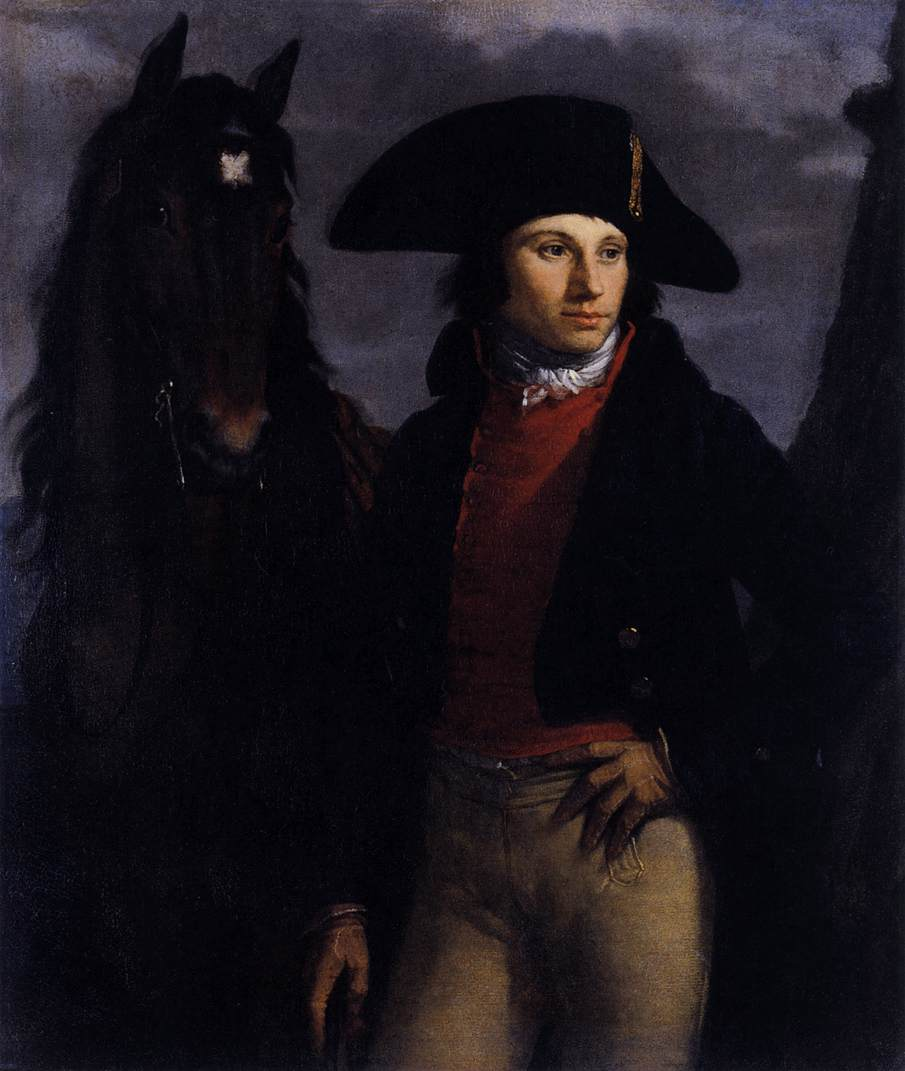
Portrait de Georges Anthony par Prud'hon

Patrice Béghain, qui a rédigé un ouvrage sur les tableaux du musée de Lyon, voit dans cette femme une « figure de l'héroïsme bourgeois cher à Diderot » et estime que ce portrait ressemble à ceux d'Élisabeth Vigée-Le Brun ou au Portrait d'Émilie Sériziat et son fils réalisé par Jacques-Louis David. Dans l'un de ses journaux, l'écrivain Renaud Camus dit avoir été frappé par cette œuvre, notamment par le sentiment d'épanouissement affiché par Mme Anthony et ceci en dépit de l'époque tourmentée d'alors, affirmant : « C'est une des plus convaincantes représentations qui soient du bonheur ».